# Herbert Söderström
Herbert Söderström, född 3 april 1930 i Enånger i Hälsingland, död 4 april 2002, var en svensk journalist. Han var knuten till Sveriges Radio och Sveriges Television, känd som en av "skjutjärnsjournalisterna" tillsammans med "de tre O:na" (Åke Ortmark, Gustaf Olivecrona och Lars Orup). Han har skrivit under signaturen Sico.
Herbert Söderströms far var målare, modern småskollärarinna. Han tog studentexamen 1950 i Hudiksvall. Efter sju års studier vid Uppsala universitet blev han fil. kand. år 1957. Han började 1958 vid Sveriges Radio, först vid Dagens Eko och senare vid Tidsspegeln. Under 1962 började Söderström och Ortmark hålla "Utfrågningar" i radio, en ny, fränare intervjustil, som blev kallad skjutjärnsjournalistik och som fick en del kritik i pressen. Den socialdemokratiske samhällsreportern Söderström utgjorde en motpol till den borgerlige civilekonomen Ortmark. Med undantag för åren 1963-1966 då han var chefredaktör för Örebro-Kuriren, var han det svenska etermonopolet trogen fram till 1987. Han var redaktionschef för TV i Malmö 1967-1974 och informationschef för Sveriges Radio 1975-1979. Under 1980-talet grundlades också ett intresse för persondatorer, vilket han skildrade i boken Min väg till datorn (1983). I slutet av 80-talet flyttade han åter norrut och grundade en konferensgård i Lindefallet. 1983 tilldelades han Stora journalistpriset. 1991 utnämndes han till hedersdoktor vid Göteborgs universitet.
Några program där han medverkade:
- Dagens Eko (radio), från 1958
- På minuten (radio), programledare från starten 1969 innan Lennart Swahn tog över
- Gäst i ettan (TV), intervjuserie med Lars Orup, Åke Ortmark, Gustaf Olivecrona (start 29 juni 1983)
- Pejling (TV), producent, 1980-1985
- Sommar (radio), 15 augusti 1969 och 31 juli 1970
- Tidsspegeln (radio)
- Utfrågningar (radio), 1962
- Dokument utifrån (TV)

## Skrifter
- Samhällskritik i radio-TV (1962), tillsammans med Lars Ag
- Skjutjärn (1964), tillsammans med Lars Lönnroth
- Min väg till datorn : En bok för dig som vill lära mer om datorer (1983), Wahlström & Widstrand, ISBN 91-46-14378-5
- (red.) Datorn på mitt skrivbord (1984)
- "Datorn i författarverkstaden", i Allt om Böcker, nr 5/1988